# 三重運輸支局
三重運輸支局（みえうんゆしきょく）は国土交通省の地方支分部局である運輸支局のひとつ。中部運輸局管内。

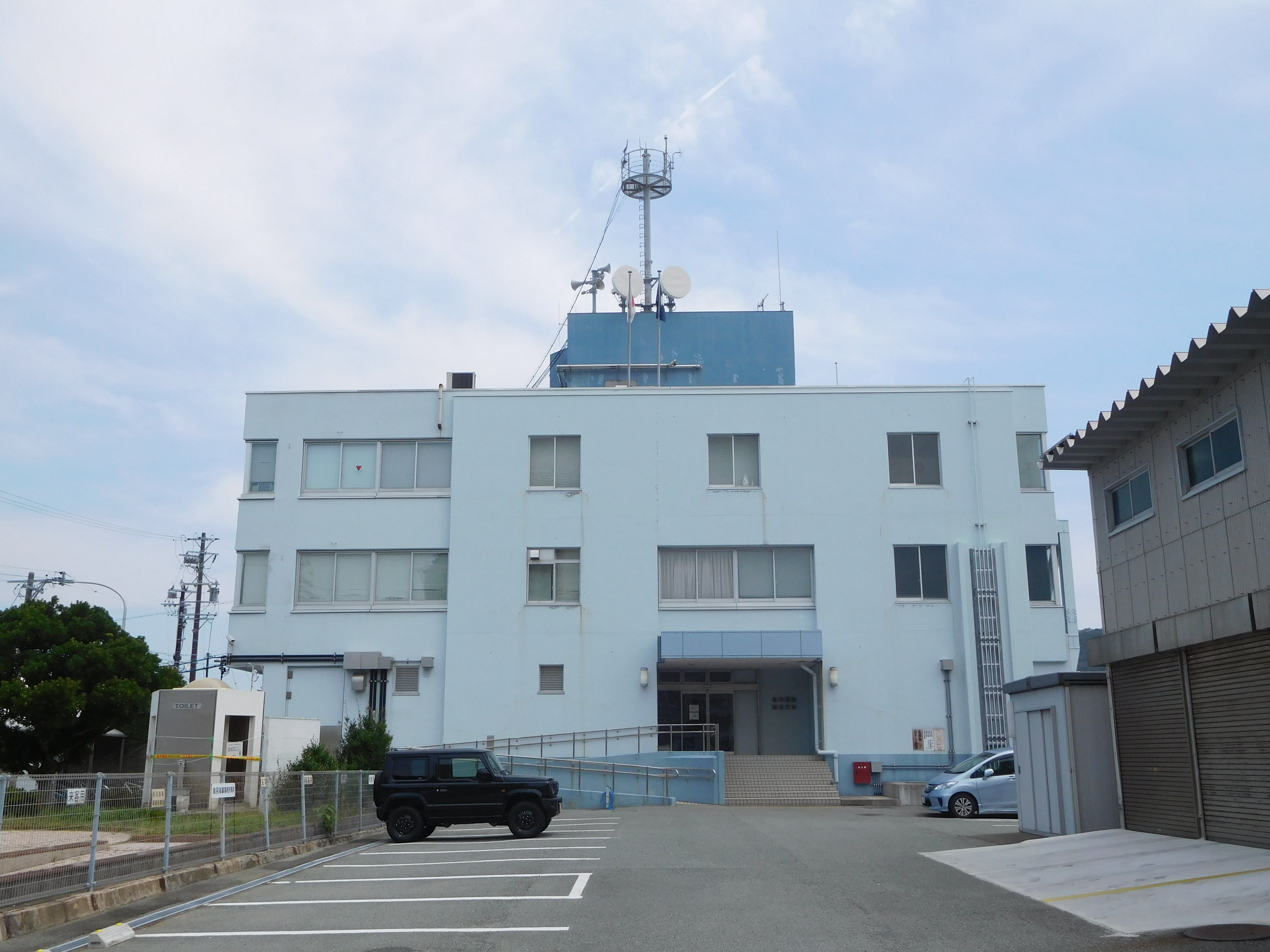
鳥羽海事事務所のある鳥羽運輸総合庁舎

## 概要
陸運部門（自動車検査部門以外）を担当する本庁舎、海事部門を担当する四日市庁舎の他、自動車検査業務のみを担当する自動車検査場と海事部門の出先機関を有する。

## 所在地

### 三重運輸支局
- 本庁舎（総務企画・陸運部門） - 三重県津市雲出長常町字六ノ割1190-9
- 四日市庁舎 （海事部門）- 三重県四日市市千歳町5-1　四日市港湾合同庁舎
- 四日市自動車検査場（継続検査のみ） - 三重県四日市市八田3-7-41

### 鳥羽海事事務所
- 三重県鳥羽市鳥羽1-2383-28　鳥羽運輸総合庁舎

## 管轄区域

### 陸運部門

#### 本庁舎：三重県全域
ここで交付されるナンバープレートは以下のご当地ナンバーの地域を除き「三重」ナンバーになる。2006年10月10日より、「鈴鹿」ナンバー、2020年5月11日より、「四日市」ナンバーと「伊勢志摩」ナンバーが交付開始。漢字4文字のナンバーは愛知県の「尾張小牧」ナンバーに次いで2番目。
- 「鈴鹿」ナンバー
  - 鈴鹿市・亀山市

- 「四日市」ナンバー
  - 四日市市

- 「伊勢志摩」ナンバー
  - 伊勢市・鳥羽市・志摩市
  - 多気郡明和町
  - 度会郡度会町・玉城町・南伊勢町

※ 三重陸運支局時代の1988年（昭和63年）までは「三」ナンバーを交付していたが、これは「千」ナンバー（千葉陸運支局）・「大」ナンバー（大阪陸運支局）・「山」ナンバー（山口陸運支局）と並び全国でもっとも画数の少ないナンバーであった。

### 海事部門

#### 四日市庁舎
三重県北勢・伊賀地域及び津市・松阪市

#### 鳥羽海事事務所
三重県南勢・東紀州地域及び多気郡明和町・多気町・大台町